# Suezichthys
Suezichthys – rodzaj ryb okoniokształtnych z rodziny wargaczowatych.

## Klasyfikacja
Gatunki zaliczane do tego rodzaju:
- Suezichthys arquatus
- Suezichthys aylingi
- Suezichthys bifurcatus
- Suezichthys caudavittatus
- Suezichthys cyanolaemus
- Suezichthys devisi
- Suezichthys gracilis
- Suezichthys notatus
- Suezichthys russelli
- Suezichthys soelae